# Natural Colour System

El modelo de color NCS se basa en los tres pares de colores básicos: (blanco–negro, verde–rojo y amarillo–azul) según la comparación de colores opuestos.

Los colores de la bandera de Suecia son oficialmente NCS 0580-Y10R para el tono de amarillo, y NCS 4055-R95B para el tono de azul.

El Natural Colour System ®© (Sistema de Color Natural), conocido por sus siglas en inglés NCS, es un sistema de notación de colores publicado por Skandinaviska Färginstitutet AB, el Instituto Escandinavo del Color, en Estocolmo.
NCS es un lenguaje de comunicación del color que los describe tal y cómo el ojo humano lo percibe, pudiendo darle un nombre a cualquier color existente. Dicho sistema, así como sus herramientas de color, consta de 1950 colores estándares.
Según la secretaría del Comité E12, de ASTM International, el NCS «describe los colores exactamente como los vemos, es fácil de entender y lógico y simple de usar». Asimismo, «describen las propiedades meramente visuales del color y no tienen nada que ver con la mezcla de colores o las curvas de reflexión».
El NCS fue desarrollado tras 15 años de investigaciones científicas con el objetivo de crear un estándar en la especificación del color en la industria sueca, pero que ya se ha extendido a nivel mundial como un idioma de color universal, y es Norma nacional en países tan diversos como Suecia, México, Sudáfrica o España.
Es una marca registrada y tiene copyright.
Hoy en día es un sistema de amplio uso tanto a nivel industrial como profesional o particular, desde el proceso de diseño de producto en grandes empresas o la creación de marcas, hasta en la elección del color para proyectos por parte de particulares, diseñadores, arquitectos, interioristas, etc. Además se apoya en herramientas de color de la mejor calidad y repetividad año a año, con las que elegir el color a través de una muestras física. Es la carta de colores utilizada por grandes consultoras a nivel mundial en la creación de tendencias en color, como Color Marketing Group, Global Colour Research, o International Colour Authority. Estas asociaciones publican un libro con las tendencias en color y diseño a 2 años vista, donde referencian sus previsiones con notaciones NCS.

## Funcionamiento, nomenclatura, combinaciones, ejemplos
Se basa en seis colores complementarios: blanco, negro, amarillo, rojo, azul y verde. Los colores se definen por tres valores que especifican la Negrura (cantidad de oscuridad), Cromaticidad (intensidad de color o saturación) y un porcentaje entre dos de los colores cromáticos: amarillo, rojo, azul o verde. La notación de color NCS también puede ser etiquetada con una letra que da la versión de la norma de color NCS que se utiliza para especificar el color (“S” de “Standard”).
Una referencia típica NCS sería, por ejemplo, NCS S 1080-Y50R dónde cada letra/número significa:
- "S": es esta una referencia estándar (parte de los 1950 colores estándares) que se puede encontrar en cualquier herramienta de color NCS
- "1080": Matiz, dividido en "10" (Negrura: 10%, se trataría de un color muy claro) y "80" (Cromaticidad: 80%, hablaríamos aquí de un color muy cromático). La suma de Negrura+Cromaticidad nunca superará 100%, siendo la diferencia hasta este máximo la Blancura (en este caso: 100-10-80= 10% de Blancura). Este último término, Blancura, es útil a la hora de combinar colores.
- "Y50R": Tono, indica la familia a la que pertenece el color. "Y" (Yellow, amarillo en inglés) y "R" (Red, rojo en inglés) donde dividimos el paso de un color a otro en un gradiente de 10 escalas de color de 10% cada una, por lo que este color sería visualmente un "Amarillo con 50% de Rojo", es decir que pertenece a la familia de los naranjas.

Es decir, la referencia NCS S 1080-Y50R se refiere a un naranja claro y muy intenso en color.
Una de las ventajas del Sistema NCS es la de combinar rápidamente los colores, pudiendo hacerlo de diferentes maneras:
- por Matiz: colores con el mismo matiz (en el ejemplo, "1080") combinarán de maravilla.
- por Negrura/Cromaticidad: colores con misma negrura o misma cromaticidad se verán muy bien juntos.
- por Blancura: colores con la misma blancura crearán gamas de colores uniformes.
- por Tono: todos los colores de una misma familia (en el ejemplo, "Y50R") van a combinar perfectamente.

Algunos ejemplos de uso del Sistema NCS en nuestro día a día:
- la bandera española: el rojo es el NCS 1089-Y87R (siendo el NCS S 1580-Y90R su color estándar más próximo) y el gualda el NCS 0786-Y07R (o el NCS S 0580-Y10R el estándar más cercano)
- rojo Ferrari: se trata del NCS 1977-Y95R
- IKEA: amarillo y azul de la marca están estandarizados como NCS S 0580-Y y NCS S 4550-R90B.

## España
En 1994, el organismo español de normalización y certificación Aenor adoptó el sistema NCS como el estándar de colores para pinturas en España, siendo declarada la Norma Española del Color (Norma UNE 48103) de AENOR para Colores Normalizados, y revisándola en 2002 como la Norma 48103-2002.
NCS en España es Ideas y Colores, S.L., responsable de su implantación y de la distribución de sus productos.